# 1460
Пізнє Середньовіччя •  Відродження •  Реконкіста •  Ганза •  Ацтецький потрійний союз •  Імперія інків

## Геополітична ситуація
Османську державу очолює Мехмед II Фатіх (до 1481). Імператором Священної Римської імперії є Фрідріх III. У Франції королює Карл VII Звитяжний (до 1461).
Апеннінський півострів розділений: північ належить Священній Римській імперії, середню частину займає Папська область, південь належить Неаполітанському королівству. Деякі міста півночі: Венеція, Флоренція, Генуя тощо, мають статус міст-республік.
Майже весь Піренейський півострів займають християнські Кастилія і Леон, де править Енріке IV (до 1474), Арагонське королівство на чолі з Хуаном II (до 1479) та Португалія, де королює Афонсо V (до 1481). Під владою маврів залишилися тільки землі на самому півдні.
Генріх VI є королем Англії (до 1461), королем Данії та Норвегії — Кристіан I (до 1481), Швеції — Карл VIII Кнутсон (до 1457). Королем Угорщини є Матвій Корвін (до 1490), а Богемії — Їржі з Подєбрад (до 1471). У Польщі королює, а у Великому князівстві Литовському княжить Казимир IV Ягеллончик (до 1492).
Частина руських земель перебуває під владою Золотої Орди. Галичина входить до складу Польщі. Волинь належить Великому князівству Литовському. Московське князівство очолює Василь II Темний.
На заході євразійських степів від Золотої Орди відокремилися Казанське ханство, Кримське ханство, Ногайська орда. У Єгипті панують мамлюки, а Мариніди — у Магрибі. У Китаї править династія Мін. Значними державами Індостану є Делійський султанат, Бахмані, Віджаянагара. В Японії триває період Муроматі.
У Долині Мехіко править Ацтецький потрійний союз на чолі з Монтесумою I (до 1469). Цивілізація мая переживає посткласичний період. В Імперії інків править Панчакутек Юпанкі.

## Події
- Засновано село Розгірче (зараз Стрийський район, Львівська область).
- 10 липня, в ході війни Червоної та Білої троянд, йоркісти в битві біля Нортгемптона розбили ланкастеріанців, захопивши у полон англійського короля Генріха VI.
- 30 грудня ланкастерці здобули значну перемогу в битві біля Вейкфілда. Річард Йорк та його син Едмунд Рутленд загинули. Новим лідером династії Йорків став інший син Річарда Йорка Едуард.
- Королем Шотландії став Яків III після того, як загинув від вибуху власної гармати його батько Яків II.
- Данський король Кристіан I приєднав до своїх володінь Шлезвіг-Гольштейн.
- У війні між імператором Священної Римської імперії Фрідріхом III та угорським королем Матвієм Корвіном укладено перемир'я.
- Влад Цепеш провів каральний похід проти трансильванських саксів.
- Турки захопили місто Містру.
- Освячено Базельський університет, засновано Нантський університет.